# Leptogenys intricata
Leptogenys intricata é uma espécie de formiga do gênero Leptogenys, pertencente à subfamília Ponerinae.